# Stockholms Hamnar
Stockholms Hamnar (officiellt Stockholms Hamn AB, historiskt Stockholms hamnstyrelse) är idag ett kommunalt bolag som ägs av Stockholms kommun och driver hamnar i Kapellskär, Nynäshamn och Stockholm. Bolaget driver dessutom Stockholms innerstadskajer, bland dem Stadsgårdshamnen, Skeppsbron, Värtahamnen och Frihamnen samt tidigare även Hammarbyhamnen.

## Historik

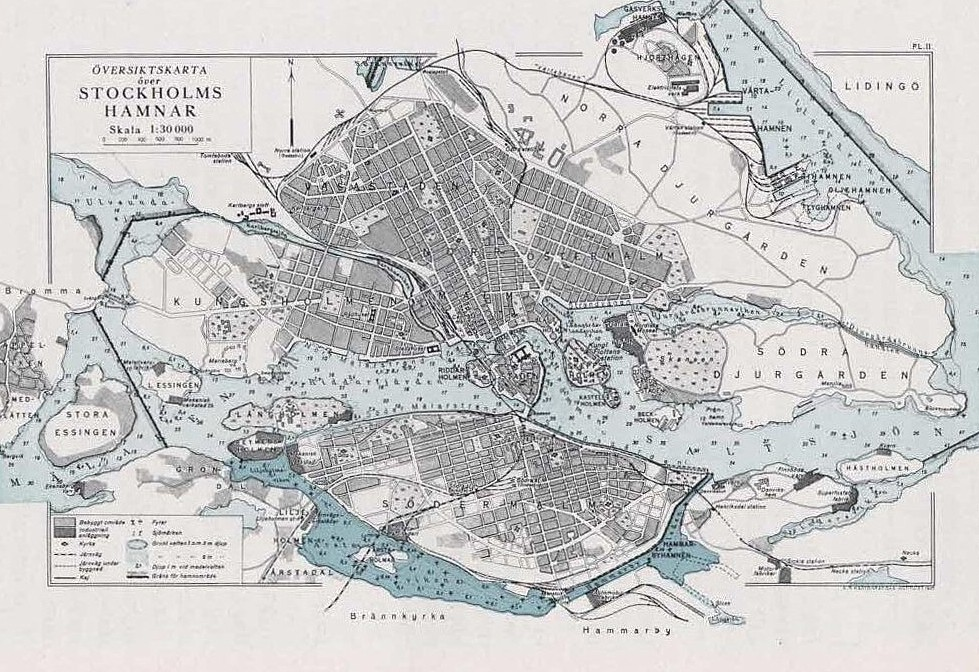
Stockholms Hamnars karta 1929

Fram till sekelskiftet 1900 var Skeppsbron och Stadsgårdshamnen Stockholms stora hamnanläggningar. År 1909 grundades Stockholms hamnstyrelse med ansvar för hamnens drift och investeringar av Stockholms hamnar. 1920 blev borgarrådet för industriroteln även ordförande i hamnstyrelsen. Samtidigt inrättas befattningen av en hamndirektör som högste chef för hela hamnförvaltningen. Förvaltningen fick även ansvaret för Stockholms broar och så småningom även för Lindarängens flyghamn, tills flygverksamheten upphörde 1952. Hamnstyrelsens ansvar för stadens fasta broar bestod fram till 1972, då gatukontoret tog över. År 1925 övertogs Frihamnens drift av ett nytt bolag AB Stockholms Frihamn med staden som ägare.
Stockholms Hamnars logotyp, ett ankare, vars lägg är utformat som Stadshustornet, flankerat av bokstäverna "S" och "H" inregistrerades 1962. År 1981 bildades Stockholms Hamngods AB som 1990 slogs ihop med Hamnförvaltningen till Stockholms Hamn AB, ett bolag som är kommunalägd. 1992 förvärvade Stockholms Hamn AB Nynäshamns Hamn AB.

## Uppdrag

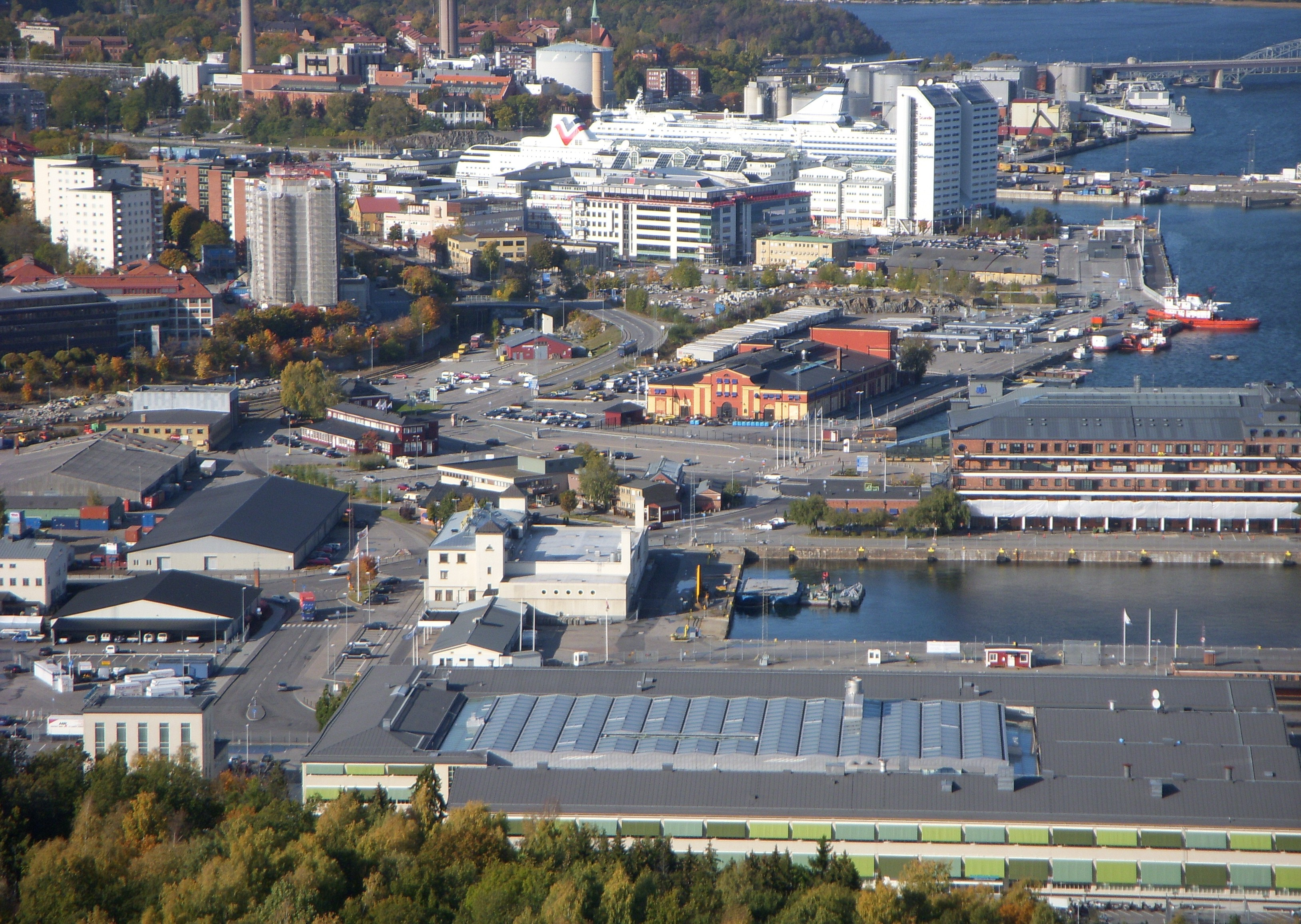
Stockholms frihamn, 2009.

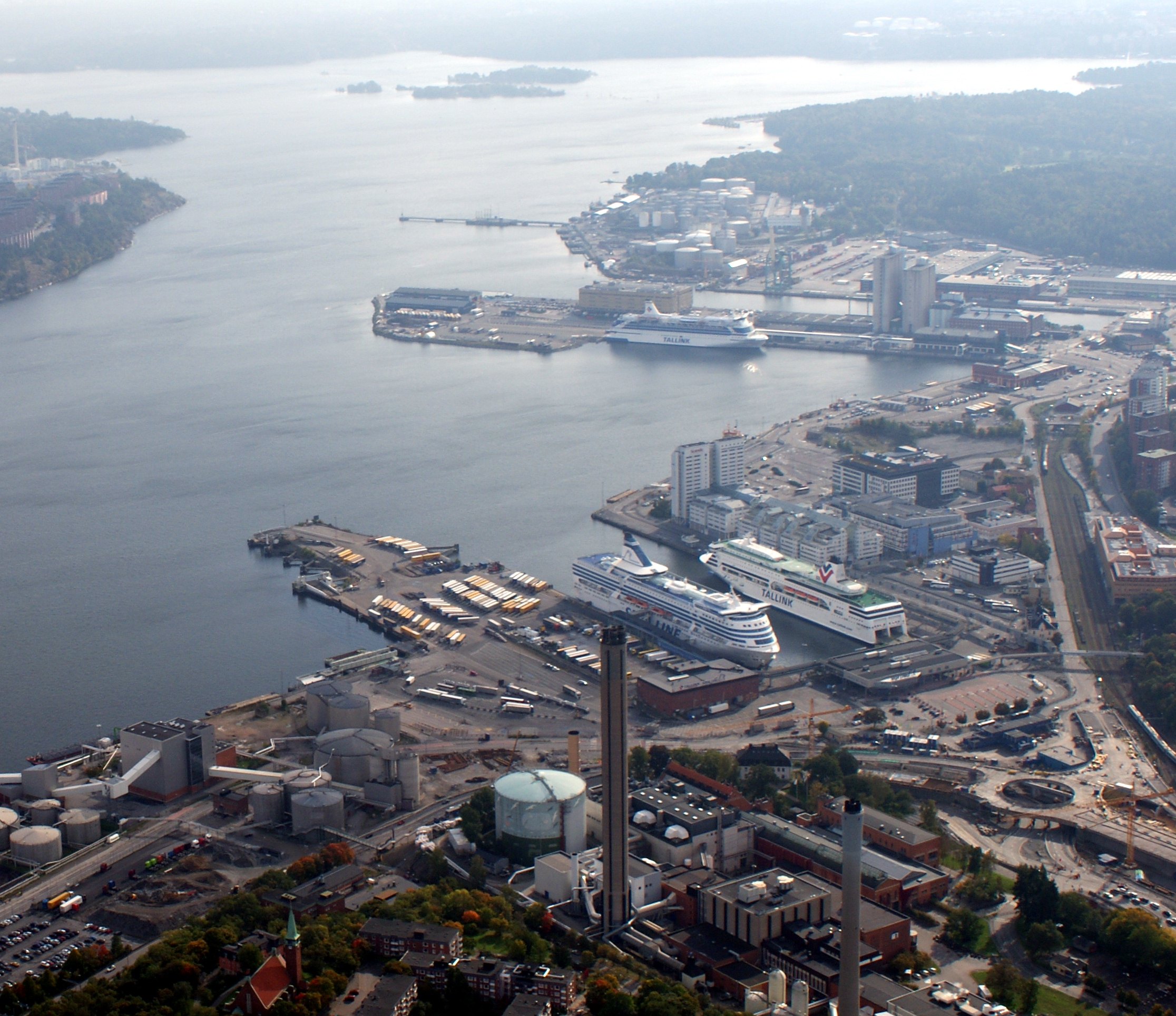
Värtahamnen innan om- och utbyggnad (2012).

Uppdraget innebär att främja sjöfarten och säkra Stockholmsregionens varuförsörjning. Stockholms Hamnar arbetar med frakt, gods som transporteras via ro-ro trafik och containrar och 2018 passerade närmare 10 miljoner ton gods genom Stockholms Hamnar.
Bolaget arbetar även med turism och passagerartrafik, det vill säga turister som transporterar sig till och från Stockholm med färjor, kryssningsfartyg och skärgårdstrafik. Mer än 12 miljoner passagerare åkte via hamnarna under 2018.
Stockholms Hamnar förvaltar och utvecklar även innerstadskajerna, hyr ut kajplatser och tillhandahåller tjänster för olika fartygstyper. Även stadsutveckling och underhåll av hamnar och kajer ingår i uppdraget. 

## Ny containerhamn
Den 17 december 2008 undertecknade Stockholms Hamnar och världens största hamnoperatör – Hongkong-baserade Hutchison Ports – ett avtal som ger HP rätt att driva containerhamnen i Frihamnen samt möjligheter för HP att utveckla ny containerverksamhet i Nynäshamn, Stockholm Norvik Hamn. Avtalet löper i 25 år. Anläggningsarbetena för Stockholm Norvik Hamn började år 2016 och hamnen öppnar våren 2020.

## Organisation
Koncernen Stockholms Hamnar består av moderbolaget Stockholms Hamn AB och dotterbolaget Kapellskärs Hamn AB. Kapellskärs Hamn AB ägs till 91 procent av Stockholms Hamn AB och till nio procent av Norrtälje kommun. Stockholms Hamn AB äger 50 procent av aktierna i intressebolaget Nynäshamns Mark AB. Övriga 50 procent ägs av Nynäshamns kommun. Stockholms Hamn AB ägs till 100 procent av Stockholms Stadshus AB. Thomas Andersson är hamndirektör (2019) och styrelseordföranden är Fredrik Lindstål (2019). Organisationen sysselsätter i medeltal 187 medarbetare (varav cirka 20 i Kapellskär och 15 i Nynäshamn) efter det att dotterbolaget Stockholms Stuveri och Bemanning AB (STUVAB) såldes 2010.